# سان فالنتينو في أبروتسو تشيتريوري
سان فالنتينو في أبروتسو تشيتريوري (بالإيطالية: San Valentino in Abruzzo Citeriore)‏ هي بلدية في مقاطعة بسكارا في إقليم أبروتسو الإيطالي.

## السكان
في سنة 1861 بلغ عدد السكان 1٬783 نسمة، وتطور العدد ليصل في سنة 2018 لـ 1٬904 نسمة.
يظهر هذا المخطط البياني تطور النمو السكاني لـ سان فالنتينو في أبروتسو تشيتريوري